# Шумовський Петро Федорович
Петро Федорович Шумовський (нар. 27 червня 1902 Мирогоща — † 8 березня 1966 Дартфорд, Англія ) — громадський діяч, лікар родом з Мирогощі, брат Юрія, Арсена i Павла Шумовських. 

## Біографія
Народився 27 червня 1902 р. у с. Мирогоща ,Дубенського повіту, Волинської губернії.
Закінчив Острозьку гімназію. У 1917 заснував при гімназії спортивно-військове Товариство «Січ ім.Івана Богуна». По закінченні гімназії переїхав до Києва, де учився в університеті і мешкав у міністра УНР, проф. Дмитра Дорошенка. Повернувшись у Мирогощу в 1921 році, брав участь у громадському та культурному житті.
Медичну освіту здобув у Кілі (Німеччина). У 1927 р. отримав диплом лікаря, захистивши наукову працю на тему «Про діагностичне значення змін у картині крові після ін’єкцій туберкуліну в дітей», і переїхав у Данію, де працював  на медичному факультеті університету в Копенгагені.
Пізніше повернув на батьківщину працював лікарем на Волині та Поліссі. У 1930 р. підтвердив свій диплом у Ягеллонському університеті в Кракові і перейшов  спеціалізацію з лікування дитячих хвороб і туберкульозу у Варшаві. З 1936 року був керівником протитуберкульозного диспансеру у Варшаві. У 1939 році мобілізований в польську армію як військовий лікар, потрапив у німецький полон, а після звільнення повернувся до Варшави, де  очолив відділ  охорони здоров’я Українського допомогового комітету. У 1944 році евакуювався до Австрії, де працював у відділенні з протитуберкульозної вакцинації університетської дитячої клініки у Відні.
У 1946 році переїхав до Великої Британії, де повторно підтвердив свій диплом, і в липні 1947 року був включений до британського офіційного реєстру лікарів. У 1953 році став заступником головного лікаря туберкульозного санаторію «Міддлтон госпітал» біля м. Ілклі, а у 1954 році головним лікарем бальнеологічної дитячої лікарні «Роял Сі Бейдінґ» у м. Марґейт.
Цікавився філософією, мистецтвом, антропологією, а особливо історією України. Написав книгу «Остріг: Історичний нарис» у якій дослідив період розквіту українського культурного осередку на Волині часів князів Острозьких. Автор багатьох статей «Н. Ф. С. Ґрунтвіґ та високі народні школи в Данії» (Літературно-Науковий Вісник, 1927),  «Вплив води із джерела «Кароль» в Івоничі на діурез» (1934, польською мовою), «Віра православна й нарід український» (1941).
8 березня 1966 р. в м. Дартфорд, Англія, похований на цвинтарі «Норт Шін» у Лондоні.